# Посохов Сергій Андрійович
Сергій Андрійович Посохов (рос. Сергей Андреевич Посохов; 15 жовтня 1866, Одеса — 2 лютого 1935, Париж) — російський військовослужбовець, контрадмірал, масон. Учасник російсько-японської війни.
Брат генерал-майора Андрія Андрійовича Посохова (1872-1931). Родич Олександра Колчака з боку матері — його дід Ілля Михайлович Посохов був рідним дядьком Сергія та Андрія Посохових.

## Біографія
Сергій Посохов народився 15 жовтня 1866 року в родині одеського купця Андрія Посохова.
У 1884 році вступив до Морського училища, яке закінчив 29 вересня 1887 року з виробництвом у чин мічмана. «За відзнаку» 1 січня 1893 року його висвятили в чин лейтенанта.
У 1896 році зарахований до мінних офіцерів 1-го розряду, нагороджений орденом Святої Анни 3-го ступеня і срібними медалями «На згадку про царювання імператора Олександра III» і «На згадку про священну корону їхньої Імператорської Величності 14 травня 1896 року».
З 14 червня 1899 року він був зарахований молодшим діловодом до Головного морського штабу. У 1901-1903 роках плавав у Середземному та Адріатичному морях на посаді старшого флаг-офіцера командувача окремим загоном суден у Середземному морі; з 6 грудня 1902 року йому призначили утримання за чином капітан-лейтенанта, того самого року він був нагороджений орденом Святого Станіслава 2-го ступеня, а наступного року — «за бездоганну вислугу 20 шестимісячних морських кампаній» орденом Святого Володимира 4-го ступеня з бантом; 5 травня 1903 року призначений старшим офіцером крейсера «Олег»; 28 березня 1904 року його було підвищено до чину капітана 2-го рангу.
У складі 2-ї Тихоокеанської ескадри Посохов здійснив перехід на Далекий Схід і взяв участь у Цусімському бою і поході до Маніли, за що був нагороджений орденом Святої Анни 2-го ступеня з мечами й світло-бронзовими медалями «На згадку про російсько-японську війну» та «На згадку про похід ескадри адмірала Рожественського на Далекий Схід». У Манілі крейсер був інтернований і перебував там до 1906 року, зробивши ремонт.
У січні-березні 1906 року він тимчасово командував крейсером «Олег» під час походу з Алжиру до Кронштадта; 17 квітня 1906 року його призначили командиром міноносця «Легкий», і того самого року він був зарахований на курс військово-морських наук при Миколаївській Морській академії. Після закінчення навчання, 5 серпня наступного року його призначили ад'ютантом великого князя Георгія Михайловича. З 28 вересня 1909 року Посохов — командир канонерського човна «Бобр»; 18 квітня 1910 року «за відзнаку» його підвищили до чину капітана 1-го рангу.
З 27 квітня 1912 року був призначений начальником зведеного резервного дивізіону міноносців Балтійського моря, а 4 березня наступного року — помічником начальника Навчального мінного загону Балтійського флоту і командиром навчального судна «Двіна». Того ж року він був нагороджений орденом Святого Володимира 3-го ступеня і світло-бронзовими медалями «На згадку 100-річчя Вітчизняної війни» і «На згадку 300-річчя царювання дому Романових».
З 27 лютого 1915 року його призначили виконувачем посади начальника Навчального мінного загону Балтійського флоту, а з посвятою 30 вересня 1916 року в чин контрадмірала затверджено на займаній посаді. За місяць, 31 жовтня 1916 року, його призначили начальником штабу командувача флотилії Північного Льодовитого океану, але після Лютневої революції його відрахували від посади із зарахуванням до резерву Морського міністерства, а 6 жовтня 1917 року звільнили у відставку.
26 травня 1919 року був прийнятий в Англо-Саксонську масонську ложу (№ 343) під юрисдикцією Великої ложі Франції.
Після Жовтневого перевороту емігрував до Франції та помер 2 лютого 1935 року в Парижі. Похований на кладовищі Сент-Женев'єв-де-Буа.